# 152 Атала
152 Атала (152 Atala) — астероїд головного поясу, відкритий 2 листопада 1875 року.
Тіссеранів параметр щодо Юпітера — 3,172.